# Lopphof
Der Lopphof ist eine Einöde mit sieben Einwohnern und gehört zu Burgkunstadt im oberfränkischen Landkreis Lichtenfels. Sie besteht aus einem Gehöft mit einem Haupthaus und mehreren Nebengebäuden. Es werden ganzjährig Fremdenzimmer für Ferien auf dem Bauernhof angeboten.

## Geographische Lage
Der Lopphof liegt auf rund 365 m ü. NN und wie Gärtenroth auf einem nach Norden hin flach abfallenden, von Süden her gut hundert Meter hoch aufgeschobenen Hochplateau des Lias. Der Lopphof liegt im Nordosten des Burgkunstadter Stadtgebietes zwischen Lichtenfels und Kulmbach. Unmittelbar nördlich des Dorfes liegt der Spitzberg (517,6 m ü. NHN). Aufgrund der Lage in der Nähe des Mains gehört Gärtenroth zum Obermainischen Bruchschollenland. Gärtenroth befindet sich etwa 0,8 km westlich entfernt; der Ortskern von Burgkunstadt rund 6,7 km in derselben Richtung.

## Geschichte
Die erste urkundliche Erwähnung war 1326–1328 als „Sloppe“ im ältesten Urbar der Bamberger Bischöfe.
Am 1. Januar 1977 wurde der Lopphof zusammen mit den anderen Gemeindeteilen der damaligen Gemeinde Gärtenroth (Wildenroth, Eben und Flurholz) in die Stadt Burgkunstadt eingegliedert.

## Einwohnerentwicklung

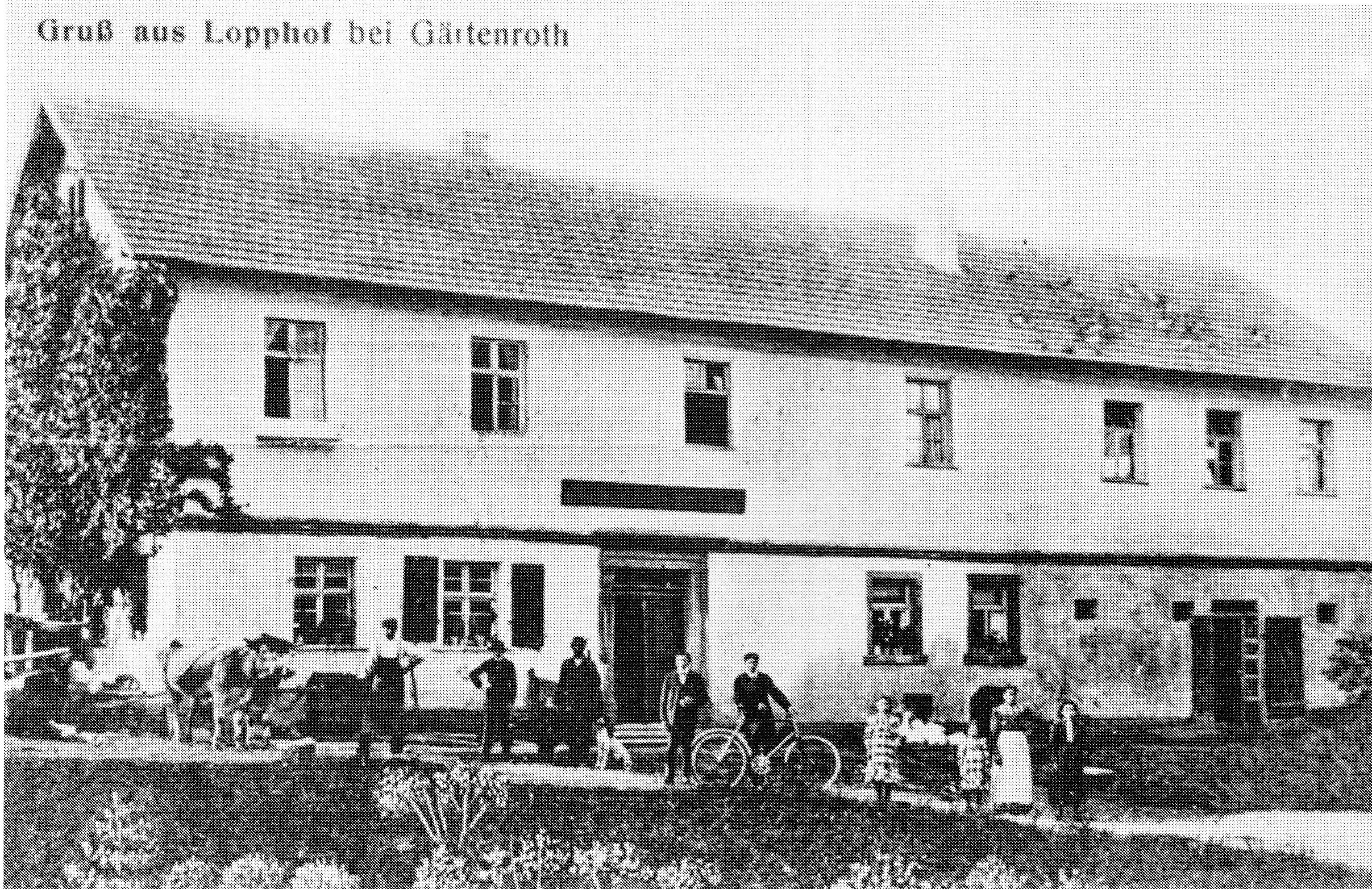
Der Lopphof um 1900

Die Tabelle gibt die Einwohnerentwicklung Lopphofs anhand einzelner Daten wieder. 
| Jahr | Einwohner | Quelle |
| ---- | --------- | ------ |
| 1870 | 33        | [ 5 ]  |
| 1900 | 20        | [ 6 ]  |
| 1925 | 13        | [ 7 ]  |
| 1950 | 30        | [ 8 ]  |
| 1961 | 7         | [ 9 ]  |
| 1970 | 7         | [ 10 ] |
| 1987 | 6         | [ 11 ] |
| 2001 | 9         | [ 12 ] |
| 2006 | 8         | [ 13 ] |
| 2011 | 7         | [ 14 ] |